# Caméra cachée
Pour les articles homonymes, voir Caméra cachée (homonymie).
Cet article possède un paronyme, voir Caméra café.

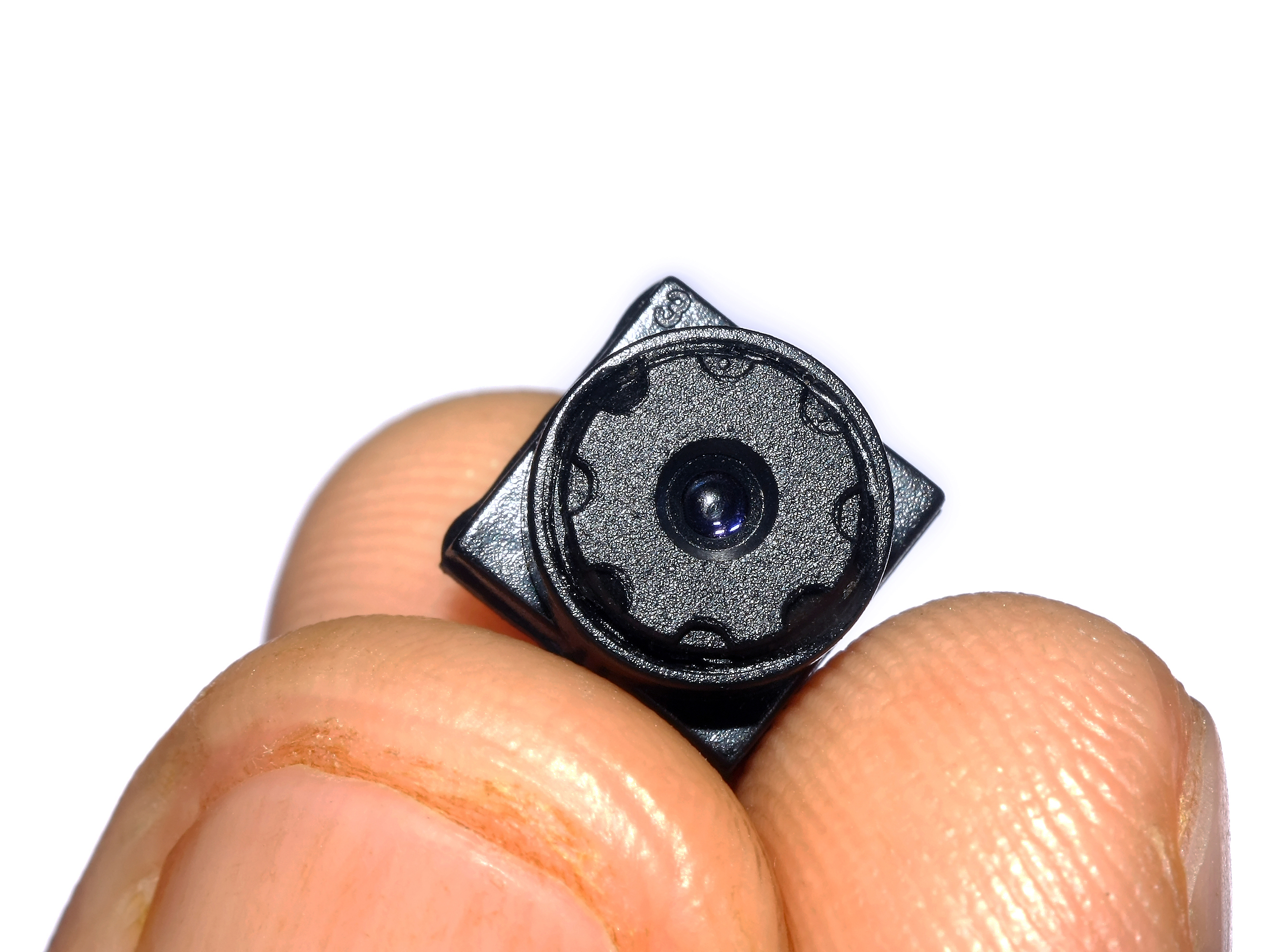
Objectif d'une mini-caméra

Une caméra cachée est une caméra placée de manière à pouvoir filmer des individus à leur insu.
Il peut y avoir plusieurs caméras braquées sur le sujet à piéger, filmant à différentes distances et de différents points de vue, mais malgré cela, on parlera par métonymie d'une caméra cachée au singulier.

## Dispositif technique

### Dissimulation de la caméra
Une caméra est dite « cachée » :
- soit parce qu'elle est invisible pour l'individu filmé (par exemple : trop lointaine, placée derrière un miroir sans tain ou des vitres teintées, etc.),
- soit parce qu'elle est discrètement intégrée à un autre objet.

Dans ce dernier cas, elle peut être dissimulée dans :
- des objets fixes : des objets de la vie courante, naturellement présents dans un intérieur, et qui ne sont généralement pas déplacés (détecteurs de fumée ou de mouvement, réveille-matin, etc.),
- des objets mobiles : des objets que l'on porte sur soi (lunettes, bijou, casquette, bouton, sac, etc.) ; de tels systèmes nécessitent une grande miniaturisation, et ont donc un coût élevé, ce qui les rend assez peu accessibles au grand public.

Plus récemment, des appareils photo et des caméras ont été intégrés en série dans les téléphones mobiles, ce qui permet de prendre discrètement des images en faisant mine d'utiliser son téléphone.
Pour des images filmées sur la voie publique, la technique la plus fréquente est de filmer à travers les vitres teintés à l'arrière d'une camionnette, généralement à l'arrêt. Cette dernière est alors surnommée familièrement « sous-marin » (ce qui donne l'apocope « soum »).
Une webcam, installée sur un ordinateur en apparence éteint, peut également constituer une caméra cachée, dans la mesure où la victime ne sait pas qu'elle fonctionne. Ce système est notamment utilisé dans une scène mémorable du film American Pie, au cours de laquelle deux lycéens observent une camarade en train de changer de tenue. Il existe des logiciels prévus à cet effet, qui déclenchent la capture dès qu'un mouvement est détecté.

### Transmission des images
Une caméra cachée est reliée à un dispositif permettant de visionner les images filmées (écran d'ordinateur ou de télévision), et le plus souvent de les enregistrer (magnétoscope, numériscope). La transmission peut éventuellement se faire sans fil, auquel cas le récepteur devra être situé à proximité (dans un rayon de quelques centaines de mètres maximum). Elle peut aussi se faire en direct par le biais du réseau Internet afin de pouvoir visionner les images à distance.

## Utilisations
Les caméras cachées sont utilisées dans des buts divers.

### Vidéosurveillance
Dans de nombreux pays, l'implantation des caméras de surveillance dans les lieux publics et les lieux privés ouverts au public est régie par un cadre légal obligeant à informer le public de leur présence : de telles caméras ne peuvent donc pas être cachées.
Toutefois, il n'existe rien de tel pour les lieux qui ne sont pas ouverts au public, et des caméras cachées peuvent donc y être placées par leurs propriétaires. C'est ainsi que les caméras cachées sont devenues populaires chez les particuliers pour surveiller leur domicile en leur absence, essentiellement pour prévenir les intrusions et les cambriolages, et vérifier que la baby sitter n'inflige pas de mauvais traitements à leur enfant.

### Dans les émissions de télévision

#### Télé-réalité

##### Programme humoristique
Le but est de plonger des personnes dans des situations invraisemblables, et d'observer leur réactions face à ces situations. Les participants de ce type de programmes sont involontaires, et ne découvrent leur participation qu'après coup. En principe, la diffusion des images tournées nécessite leur consentement,.

##### Candidats participant de leur plein gré
Les candidats qui participent de leur plein gré à une émission de télé réalité savent qu'ils sont filmés, et les caméras ne sont donc pas à proprement parler cachées. Toutefois, elles sont souvent dissimulées dans le décor, et les candidats ne savent pas où et quand ils seront filmés.

#### Méthode d'investigation
Les caméras cachées sont aussi utilisées comme méthode d'investigation dans le domaine du journalisme, où elles permettent (le plus souvent en dissimulant également son statut de journaliste) :
- soit de rentrer dans des lieux interdits aux journalistes, ou tolérés aux journalistes mais sans que des images soient tournées ;
- soit de faire avouer à des témoins ce qu'ils n'avoueraient pas en sachant que leurs propos seront relayés, ou de montrer des actes que leurs auteurs ne commettraient pas en présence d'une caméra, notamment par crainte de poursuites judiciaires, de représailles, ou encore du regard négatif de leurs proches et de la société en général. Ces protagonistes sont donc généralement floutés, et leur voix masquée, afin que personne ne puisse les reconnaître.

Outre les journalistes, les activistes s'en servent aussi comme manière d'exposer des faits propres à déstabiliser un pouvoir.
Les caméras cachées sont également utilisées, mais de manière plus marginale que les photographies, par les paparazzi pour montrer les célébrités dans leur vie privée.

### Autres
- dans le domaine de l'espionnage et dans le cadre d'investigation policières ;
- dans le domaine de l'investigation en entreprise dans le cadre du client mystère
- par des chercheurs en ethnographie, en sociologie et en psychologie afin d'étudier les comportements sans qu'ils soient biaisés par la présence d'une caméra ;
- dans un but voyeuriste, soit pour le plaisir personnel de celui qui les a placées, soit dans le but de les diffuser.

## Aspects légaux
Quel que soit leur usage, les caméras cachées posent le problème du respect de la vie privée et du droit à l'image. Certaines émissions de caméras cachées ont ainsi conduit à des procès ou ont été interdites de diffusion par des personnes ayant été filmées dans des situations qu'elles jugeaient embarrassantes.
En France, le recours à des caméras dissimulées est encadré par le Code pénal et la jurisprudence. Leur utilisation est tolérée lorsqu'elles servent à surveiller exclusivement ses propres biens (domicile, véhicule, etc.), à condition de ne pas porter atteinte à la vie privée d'autrui. En revanche, filmer une personne à son insu dans un lieu privé (chambre, salle de bain, logement occupé) est strictement interdit.
Dans un cadre professionnel, les caméras doivent être visibles, déclarées et accompagnées d'une information claire aux personnes concernées.
Sur le plan judiciaire :
- En matière pénale, les juridictions peuvent exceptionnellement admettre une preuve obtenue de manière illicite (caméra ou micro caché), si cela permet d’établir une infraction grave (violences, harcèlement, etc.).
- En matière civile ou prud’homale, les juges sont plus stricts et n’acceptent ces preuves que de manière très exceptionnelle, si elles sont indispensables et proportionnées au but poursuivi.

Les peines prévues pour la captation d’images ou de sons sans consentement peuvent aller jusqu’à un an d’emprisonnement et 45 000 euros d’amende (article 226-1 du Code pénal).